# Espondilosis
Se denomina espondilosis a un proceso degenerativo y gradual de discopatía que afecta a los discos intervertebrales y a las almohadillas cartilaginosas de amortiguación situadas entre las vértebras. A veces también se la conoce como Enfermedad Degenerativa del Disco (EDD).
Con el envejecimiento las estructuras orgánicas pierden agua, densidad, volumen y se debilitan. Este proceso se expresa en los discos intervertebrales en forma de adelgazamiento, perdiendo parcialmente su función amortiguadora. Esto provoca que los discos y las articulaciones intervertebrales se desgasten precozmente. 
Cuando el adelgazamiento de los discos alcanza un estado avanzado puede apreciarse en una radiografía, u otro estudio de imagen, un adelgazamiento de los espacios intervertebrales. Cualquier nivel de la columna vertebral puede verse afectado y su expresión clínica suele ser dolor localizado en el área afectada.
Este proceso degenerativo crónico puede llegar a afectar al cuerpo de las vértebras e incluso a la médula ósea. La espondilosis progresa con la edad y se desarrolla con frecuencia en varios espacios intervertebrales. Es la causa más común de compresión progresiva de la médula espinal y de las raíces nerviosas.